# Пси луталице
Пси луталице или напуштени пси су пси без власника који лутају по урбаним или руралним подручјима. Обично живе у чопорима, а наводно највећим делом (85%) настају од некадашњих кућних љубимаца, које су бивши власници напустили и оставили на улици.
Забележено је више случајева напада ових паса према човеку и деци, као и према другим животињама. Како год, неке узнемирава чињеница о броју и начину напада на њих. Пси луталице обично доспевају у азил, где им се понекад проналази нови власник. Но, у неким земљама они често бивају убијени и неколико дана након што су ухваћени.

## Напуштени пси у Србији
Укупан број паса луталица у Србији процењује се на више десетина хиљада.
Сматра се да у општинама и градовима Србије постоји следећи број паса луталица (подаци из октобра 2011. године):
| - Београд — више од 17.000 - Нови Сад — око 10.000 - Ниш — од 7.000 до 10.000 - Суботица — око 8.000 - Крагујевац — око 5.000 - Лесковац — више од 3.000 | - Бор — од 2.000 до 3.000 - Чачак — више од 2.000 - Ужице — више од 500 - Ивањица — нешто мање од 500 - Ваљево — неколико стотина - Јагодина — око 300 - Крушевац — око 100 |

Пси луталице годишње уједу око 1.500 људи у Србији, односно у просеку чак четворо дневно.